# Chlorochlamys deprivata
Chlorochlamys deprivata là một loài bướm đêm trong họ Geometridae.